# Hirudo medicinalis
Hirudo medicinalis, a sanguessuga medicinal europeia, é uma das várias espécies de sanguessugas usadas como "sanguessugas medicinais".
Outras espécies de Hirudo às vezes também usadas como sanguessugas medicinais incluem H. orientalis, H. troctina, e H. verbana. A sanguessuga medicinal asiática inclui Hirudinaria manillensis, e a sanguessuga medicinal norte-americana é Macrobdella decora. As populações de sanguessuga medicinal foram severamente reduzidas em muitos países durante o século XIX devido à alta demanda em contextos médicos, e permanecem ameaçadas em muitos países hoje.